# Lasiopoderes pratti
Lasiopoderes pratti là một loài bướm đêm trong họ Erebidae.